# Neil Diamond
Neil Leslie Diamond (24 de gener de 1941), és un cantant, compositor, guitarrista, actor i productor estatunidenc, molt carismàtic i famós per la veu perfectament modulada que li permet interpretar tota mena de gèneres musicals i profunda lírica introspectiva que imprimeix a les seves cançons una música melòdica, expressiva i de fàcil comprensió, tot i que tracta temes reflexius i amb grans arranjaments orquestrals.
És un dels artistes de més èxit de tots els temps i ha influït en solistes i grups com The Monkees, Elvis Presley, U2, Frank Sinatra, The Ventures, UB40… A tot el món més de mil artistes han interpretat i/o versionat peces seves.

## Biografia
Va néixer a Brooklyn, Nova York, i va començar a compondre cançons als 16 anys, després que el cantautor Pete Seeger visités l'escola on estudiava, i que es comprés una guitarra. La primera cançó que va compondre fou "Hear Them Bells". El 1960 gravava a la discogràfica Duel amb el seu company d'estudis Jack Pecker amb el nom de Neil & Jack els singles "What Will I Do" i "I'm Afraid" amb un so similar als Everly Brothers, però sense èxit. Això el va portar a estudiar medicina fins que el 1962 va rebre una oferta per treballar amb Sunbean Music, i l'any següent CBS li oferia un contracte per enregistrar els senzills "At Night" i "Clown Town", produïts per Tom Catalano, que posteriorment seria el seu productor al segell UNI. Però com que no era el seu estil musical va tornar a la composició per uns altres artistes com el tema "Sunday and Me" per al grup Jay & The Americans. Els seus companys de producció Eliie Greenwtch i Jeff Barry el van animar i ajudar a parlar amb Atlantic Records, però no van veure clara la seva orientació musical. Qui sí que va veure que tenia futur fou Bert Berns, un reconegut productor, que hi va veure futur comercial i el va fitxar per al seu segell Bang, on també hi havia The MacCoys, Them i Van Morrisson. Llavors Diamond va començar a pensar de fer servir un pseudònim com Ice Cherry o Noah Kaminsky perquè considerava que el seu nom era massa simple. Finalment, però, va decidir deixar-se estar de pseudònims.
Entre el 1965 i el 1968 va enregistrar cançons com "Cherry Cherry", "Solitary man", "You got to me", "Red, red wine", "Girl, you'll be a woman soon", "I got the feeling", "Thank The Lord For The Night Time ", "Kentucky Woman"(1967) o "I’m a believer", que va popularitzar el grup The Monkees i que va vendre més d'un milió de còpies i que va estar 7 setmanes al número u de vendes, superant els rècords establerts per Elvis Presley i The Beatles. A més, The Monkees van aconseguir més èxits amb els temes "Look Out Here Come's Tomorrow" i " A Little Bit me A Little Bit You ". Paral·lelament Cliff Richard amb "I'll Come Running" i Lulu amb"The Boat That I Row" van confirmar la reputació de compositor reeixit.
El 1967 Diamond volia llançar una cançó introspectiva "Shilo" com a senzill, però Ban no va voler perquè no tenia el mateix estil que els seus hits anteriors. Va començar així una pugna judicial per rescindir el contracte i recuperar els drets dels seus temes que va durar 10 anys i que finalment Diamond va guanyar. El 1968 va signar pel segell UNI que li donava total llibertat i tornava a treballar amb el productor Tom Catalano. Va tindre molts èxits amb temes com "Two Bit Man-child", "Sunday Sun",¨"Brookyln Roads" (1968), "Sweet Caroline", "Brother's Love Travelling Salvation Show", "Holly Holy", "Until It's Time For You To Go" (1969),"He Ain't Heavy He's My Brother", " Done To Soon ", "Soolaimon", "Cracklin' Rosie" (1970) que va ser número u al Billboard i va vendre més de 3 milions de singles, "I am I said", "Stones/Crunchy Granola Suite" (1971), "Play me", "Walk on Water", i "Song Sung Blue" (1972),
Els èxits continuen durant tota la seva vida, a més de ser un dels artistes millors pagats segons la revista Forbes.

## Discografia
| Any  | Títol                                              | Segell                    |
| ---- | -------------------------------------------------- | ------------------------- |
| 1966 | The Feel of Neil Diamond                           | Bang Records              |
| 1967 | Just For You                                       | Bang Records              |
| 1968 | Neil Diamond's Greatest Hits                       | Bang Records              |
| 1968 | Velvet Gloves and Spit                             | Uni Records (MCA Records) |
| 1969 | Brother Love's Traveling Salvation Show            | Uni Records (MCA Records) |
| 1969 | Touching You, Touching Me                          | Uni Records (MCA Records) |
| 1970 | Gold                                               | Uni Records (MCA Records) |
| 1970 | Shilo                                              | Bang Records              |
| 1970 | Tap Root Manuscript                                | Uni Records (MCA Records) |
| 1970 | Do It!                                             | Bang Records              |
| 1971 | Stones                                             | Uni Records (MCA Records) |
| 1972 | Moods                                              | Uni Records (MCA Records) |
| 1972 | Hot August Night                                   | MCA Records               |
| 1973 | Double Gold                                        | Bang Records              |
| 1973 | Rainbow                                            | MCA Records               |
| 1973 | Jonathan Livingston Seagull (soundtrack)           | Columbia Records          |
| 1974 | His 12 Greatest Hits                               | MCA Records               |
| 1974 | Serenade                                           | Columbia Records          |
| 1976 | Beautiful Noise                                    | Columbia Records          |
| 1976 | And the Singer Sings His Song                      | MCA Records               |
| 1977 | Love at the Greek                                  | Columbia Records          |
| 1977 | I'm Glad You're Here With Me Tonight               | Columbia Records          |
| 1978 | Early Classics                                     | Frogking Columbia Records |
| 1978 | You Don't Bring Me Flowers                         | Columbia Records          |
| 1979 | September Morn                                     | Columbia Records          |
| 1980 | The Jazz Singer (soundtrack)                       | Capitol Records           |
| 1981 | On the Way to the Sky                              | Columbia Records          |
| 1981 | Love Songs                                         | MCA Records               |
| 1982 | 12 Greatest Hits, Volume II                        | Columbia Records          |
| 1982 | Heartlight                                         | Columbia Records          |
| 1983 | Classics: The Early Years                          | Columbia Records          |
| 1984 | Primitive                                          | Columbia Records          |
| 1986 | Headed For the Future                              | Columbia Records          |
| 1987 | Hot August Night II                                | Columbia Records          |
| 1988 | The Best Years of Our Lives                        | Columbia Records          |
| 1991 | Lovescape                                          | Columbia Records          |
| 1992 | The Greatest Hits: 1966-1992                       | Columbia Records          |
| 1992 | Glory Road: 1968-1972                              | MCA Records               |
| 1992 | The Christmas Álbum                                | Columbia Records          |
| 1993 | Up on the Roof: Songs From the Brill Building      | Columbia Records          |
| 1994 | Live in America                                    | Columbia Records          |
| 1994 | The Christmas Álbum - Volume II                    | Columbia Records          |
| 1996 | Tennessee Moon                                     | Columbia Records          |
| 1996 | In My Lifetime                                     | Columbia Records          |
| 1998 | The Movie Álbum: As Time Goes By                   | Columbia Records          |
| 1999 | The Best of The Movie Álbum                        | Columbia Records          |
| 1999 | The Neil Diamond Collection                        | MCA Records               |
| 1999 | 20th Century Masters: The Millennium Collection    | MCA Records               |
| 2001 | Three Chord Opera                                  | Columbia Records          |
| 2001 | The Essential Neil Diamond                         | Columbia Records          |
| 2002 | Love Songs (different version)                     | MCA Records               |
| 2002 | Play Me: The Complete Unix Studio Recordings Plus! | MCA Records               |
| 2003 | Stages                                             | Columbia Records          |
| 2005 | Neil Diamond Gold                                  | MCA Records               |
| 2005 | 12 Songs                                           | Columbia Records          |
| 2008 | Home Before Dark                                   |                           |